# Komyschi
Komyschi (ukrainisch Комиші; russisch Камыши Kamyschi) ist ein Dorf in der ukrainischen Oblast Sumy mit etwa 1200 Einwohnern (2001).

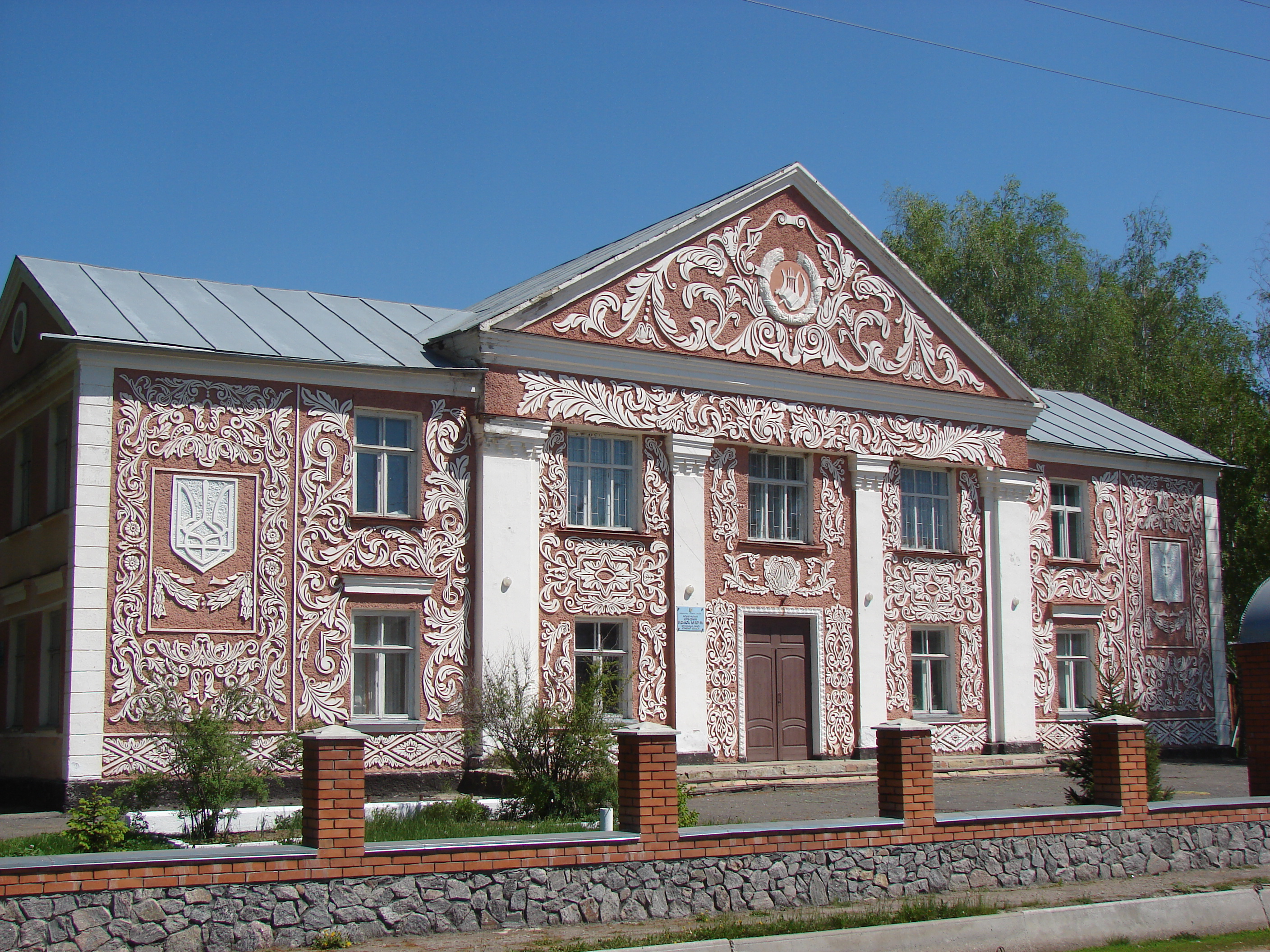
Haus der Kultur in Komyschi

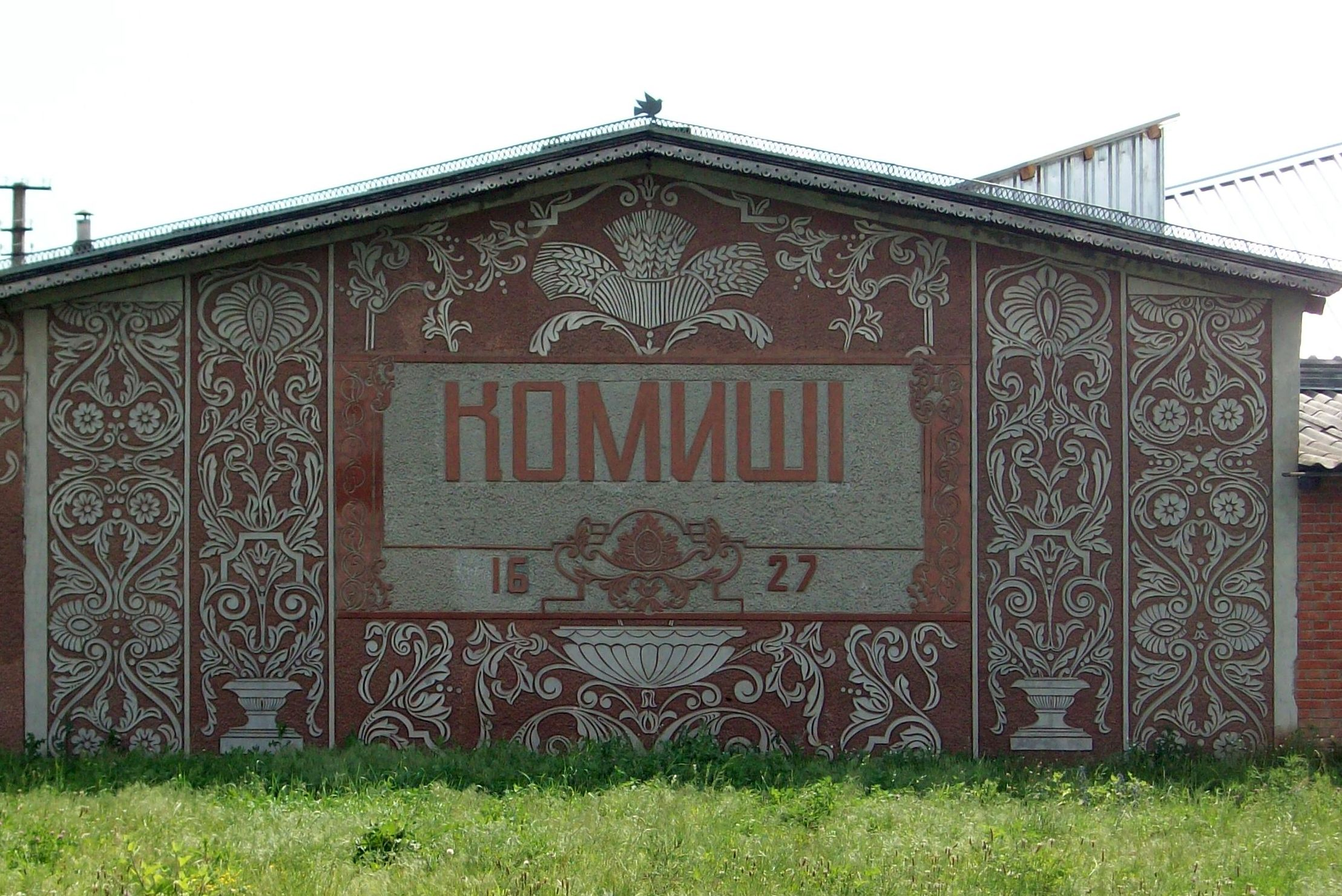
Hauswand am westlichen Ortsrand

Das erstmals in der ersten Hälfte des 17. Jahrhunderts schriftlich erwähnte Dorf liegt im Südwesten der Oblast Sumy nahe der Grenze zur Oblast Poltawa am Ufer des Taschan (Ташань), einem 51 km langen, linken Nebenfluss des Psel auf einer Höhe von 119 m. Komyschi befindet sich 35 km westlich vom Rajonzentrum Ochtyrka und 90 km südlich vom Oblastzentrum Sumy.
Durch das Dorf verläuft die Territorialstraße T–17–05.

## Verwaltungsgliederung
Am 6. Juli 2017 wurde das Dorf zum Zentrum der neugegründeten Landgemeinde Komyschi (ukrainisch Комишанська сільська громада/Komyschanska silska hromada), zu dieser zählen auch die 14 in der untenstehenden Tabelle aufgelisteten Dörfer, bis dahin bildete es zusammen mit den Dörfern Lymarewe, Owtscharenky, Osera und Pereluh die gleichnamige Landratsgemeinde Komyschi (Комишанська сільська рада/Komyschanska silska rada) im Südwesten des Rajons Ochtyrka.
Folgende Orte sind neben dem Hauptort Komyschi Teil der Gemeinde:
| Name                     | Name          | Name                             |
| ukrainisch transkribiert | ukrainisch    | russisch                         |
| ------------------------ | ------------- | -------------------------------- |
| Burjatschycha            | Бурячиха      | Бурячиха (Burjatschicha)         |
| Hussarschtschyna         | Гусарщина     | Гусарщина (Gussarschtschina)     |
| Karpyliwka               | Карпилівка    | Карпиловка (Karpilowka)          |
| Katschaniwka             | Качанівка     | Качановка (Katschanowka)         |
| Kudari                   | Кударі        | Кудари                           |
| Lymarewe                 | Лимареве      | Лимарево (Limarewo)              |
| Mala Pawliwka            | Мала Павлівка | Малая Павловка (Malaja Pawlowka) |
| Mykolajiwka              | Миколаївка    | Николаевка (Nikolajewka)         |
| Neplatyne                | Неплатине     | Неплатино (Neplatino)            |
| Osera                    | Озера         | Озёра (Osjora)                   |
| Owtscharenky             | Овчаренки     | Овчаренки (Owtscharenki)         |
| Pereluh                  | Перелуг       | Перелуг (Perelug)                |
| Sakabluky                | Закаблуки     | Закаблуки (Sakabluki)            |
| Schtschomy               | Щоми          | Щомы                             |